# Symfonie č. 1 (Dvořák)
Symfonie č. 1 c moll, op. 3, B. 9 zvaná „Zlonické zvony“ je první symfonie a zároveň i první orchestrální skladba Antonína Dvořáka. Dílo s klasickým čtyřvětým schématem bylo zkomponováno v únoru a březnu 1865. Premiéra symfonie ale proběhla až 4. října 1936 v Brně, 32 let po smrti autora. Dílo bylo napsáno v romantickém stylu a bylo inspirováno hudbou Beethovena a Mendelssohna-Bartholdyho.

## Symfonie

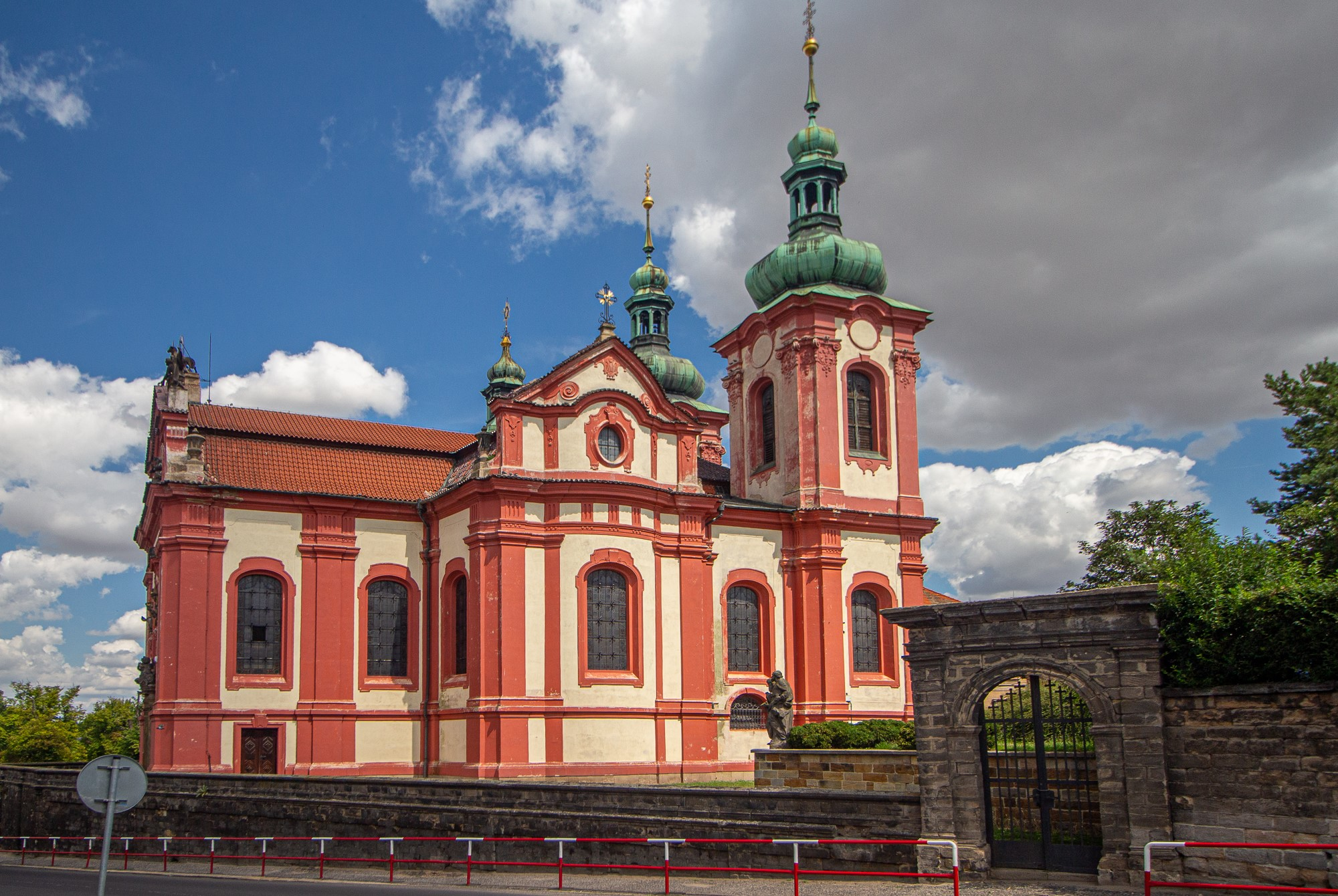
Kostel Nanebevzetí Panny Marie ve Zlonicích se slavnými zvony

Podtitul symfonie odkazuje ke středočeské obci Zlonice, kde mladý Antonín Dvořák získal základy hudebního vzdělání u Antonína Liehmanna. Traduje se, že tato symfonie byla Dvořákem složena kvůli jakési německé skladatelské soutěži, kam ji Dvořák poslal a autograf se mu již nevrátil nazpět. Tato historka je ale nedostatečně podložená. Autor tedy považoval celý život toto dílo za ztracené. V roce 1923 se symfonie objevila v pozůstalosti po profesorovi Karlovy univerzity Rudolfu Dvořákovi V roce 1882 ji jistý dr. Rudolf Dvořák (nebyl s ním příbuzensky spřízněn), dvaadvacetiletý student, spatřil vystavenou v jedné lipské knihovně a zakoupil ji.
V té době nebyl ještě skladatel Dvořák příliš znám, ačkoli již napsal šest symfonií, z nichž pouze jedna (šestá) byla publikována a jen tři z nich (třetí, pátá a šestá) byly provedeny. Rudolf Dvořák měl stále rukopis u sebe, aniž by se o něm kdykoli komukoli zmínil, až do své smrti o 38 let později, roku 1920, kdy dílo přešlo dědictvím na jeho syna. Její autenticita byla prokázána bez nejmenších pochyb, nebyla však provedena až do 4. října 1936 (v Brně, orchestrem vedeným Milanem Sachsem, dirigentem chorvatského orchestru). Byla vydána roku 1961 a byla poslední z Dvořákových symfonií, která byla provedena i publikována.
První symfonie byla jedinou z Dvořákových symfonií, u které skladatel nikdy neslyšel její provedení, a která nebyla nikdy revidována. Titulek Zlonické zvony nebyl na samotné partituře uveden, ačkoli jej tak Dvořák patrně nazval, pro případ, že by se byla našla. Dílo prvotně sestávalo jen ze tří vět, a allegretto bylo doplněno později. První věta, Allegro, je v původní verzi nejdelší ze všech vět jeho symfonické tvorby.
Jeho první symfonie byla nahrána vícekrát, ovšem první kompletní záznam byl pořízen roku 1966 Londýnským symfonickým orchestrem vedeným Istvánem Kertészem.

## Forma
Dílo se skládá ze čtyř vět:
1. Maestoso - Allegro
2. Adagio molto
3. Allegretto
4. Finale (Allegro animato)

Obvyklá délka provedení je přibližně 50 minut.

## Instrumentace
Symfonie je koncipována pro 2 flétny, 2 hoboje, 2 klarinety, 2 fagoty, 4 lesní rohy, 2 Trubky, 3 trombony, tympány a smyčce.